# Віронас
Віронас (грец. Βύρωνας) — муніципалітет в передмісті Афін в Греції. Межує із районом Афін Айос-Артеміос.
Місто назвено на честь лорда Байрона, відомого філелліна, національного героя Греції. День смерті поета 19 квітня визнано Міжнародним днем солідарності філеллінів.

## Населення
| Рік  | Населення |
| ---- | --------- |
| 1981 | 57 880    |
| 1991 | 58 523    |
| 2001 | 61 102    |

Уродженці Віронаса
- Йоргос Тзавелас — грецький футболіст, гравець збірної Греції.

## Спорт
У Віронас базується Афінський атлетичний клуб «Атінаїкос», заснований 1917 року. До його складу входять футбольна «Атінаїкос» та баскетбольна команда. 2010 року жіноча баскетбольна команда «Атінаїкос» здобула перемогу на турнірі Кубок виклику ФІБА, що проводиться під егідою Міжнародної федерації баскетболу.